# فيسنتي ألفاريز-بويلا
فيسنتي ألفاريز-بويلا لوزانا (4 مارس 1890 - 27 نوفمبر 1969)كان لاعب كرة قدم إسباني،  دبلوماسي وكاتب. وصل إلى أعلى المستويات سواء في الرياضة أو في المهن. عندما كان شابًا، لعب كرة القدم في أندية ملعب أفيلسينو في أستورياس، مدريد إف سي وإسبانيول دي مدريد في مدريد، وإسبانيول في برشلونة، ولعب نهائي كأس ملك إسبانيا مع الأخير. وباعتباره رجلاً أكبر سنًا كانت له مسيرة دبلوماسية ناجحة. حيث شغل عدة مناصب مهمة في الحكومة الإسبانية بما في ذلك القنصل في كوبا والمملكة المتحدة. 
كان لديه ثلاثة إخوة: بينيتو، بلاسيدو وأدولفو، وكان الاثنان الأولان كاتبين أيضًا وكان الاثنان الأخيران لاعبي كرة قدم.  

## النشأة
وُلِد بويلا في أستورياس باعتباره ابنًا لـ أدولفو أ. بويلا وهو أستاذ الاقتصاد السياسي ورئيس جامعة أتينيو دي مدريد، وكارمن لوزانا دي لا كونشا.   كان بويلا وعائلته يقضون الصيف في ساليناس. حيث من المعروف أنه وإخوته لعبوا مباريات كرة قدم مع فريق من بلدة كاستريلون. 

## مسيرة كرة القدم
استمتع بويلا بشبابه بلعب كرة القدم، والتي كانت في ذلك الوقت رياضة غير معروفة نسبيًا في أستورياس، وكان جزءًا من أول الفرق في أفيلا مثل النادي الملكي أفيلِس الصناعي لكرة القدم الذي لعب معه لمدة 12 موسمًا (1907 إلى 1919)؛ لأنه لم يفشل أبدًا خلال فترات الصيف.  كان بطل أستورياس في فئة الناشئين لموسمين متتاليين.  وباعتباره عضوًا في الفريق الأول للنادي الرياضي فقد فاز بالجائزة الثانية في البطولة الوطنية التي نظمها نادي سانتاندير لكرة القدم. 
لعب جميع إخوة بويلا لصالح نادي مدريد لكرة القدم. حيث قضى كل منهم ثلاث سنوات في العاصمة بسبب دراستهم الجامعية القانونية، وبسبب استقرار عائلتهم هناك.  ومع ذلك لعب فيسينتي فقط مع الفريق الثالث لنادي مدريد، حيث فاز بالبطولة في عام 1908.  لعب أيضًا لصالح نادي إسبانيول مدريد. حيث ساعد بويلا إلى جانب الأخوين جيرالت ( خوسيه وأرماندو ) وأنتونيو نيرا النادي في الوصول إلى نهائي كأس ملك إسبانيا عام 1910 (FEF)، حيث سجل الهدفين الافتتاحيين في أول 15 دقيقة. ومع ذلك عاد نادي برشلونة ليفوز باللقب 3-2.  
غادر الأخوان جيرالت، نيرا، وشقيقه الأكبر بلاسيدو نادي إسبانيول للانضمام إلى نادي إسبانيول في برشلونة في عام 1910، وأثبتوا جودتهم مرة أخرى من خلال الوصول إلى نهائي كأس آخر في عام 1911، على الرغم من أنه لم يلعب في النهائي هذه المرة، والذي انتهى بخسارة 3-1 أمام أتليتيك بلباو. 
وفقًا لصحيفة موندو ديبورتيفو الصادرة في 24 مارس 1910 كان بويللا البالغ من العمر 19 عامًا آنذاك لاعبًا يساريًا داخليًا يزن 73 كيلوغرامًا ويبلغ طوله 1.78 مترًا. 

## المسيرة الدبلوماسية
تخرج بويلا في القانون من جامعة أوفييدو عام 1914، وحصل على درجة الدكتوراه من جامعة مدريد. حصل على وظيفة محامي دولة عام 1916، انضم إلى السلك الدبلوماسي عام 1920، الأمر الذي لم يمنعه من التعاون مع الصحافة المحلية. في الواقع، كان مؤرخًا لصحف ومجلات أفيليس في برشلونة ومدريد، وكان يركز بشكل أساسي على تطوير الصحافة السياسية وينشر كتاباته في الصحف الجمهورية في أوفييدو مثل لا ريجيون أو لا ريبوبليكا. 
عُين بويلا قنصلاً في كوبا في أوائل عشرينيات القرن العشرين.  هناك ظل يمارس هوايته في كرة القدم حتى اضطر إلى التخلي عن هذه الرياضة لأن منافسيه سمحوا له بتمرير الكرة بحرية؛ بسبب منصبه كرئيس للقنصلية.  كان بويلا قنصلًا لإسبانيا، ومساعدًا لأنتونيو بلا دا فولجويرا في طنجة من عام 1924 إلى عام 1928.  ترك العمل الدبلوماسي وعاد إلى إسبانيا في عام 1928، حيث تم تعيينه أمينًا لمجلس الطاقة.  تم تعيينه مديراً للإدارة في وزارة الدولة وأميناً للجنة الدراسات المخصصة لتوجيه الدبلوماسيين الجدد في عام 1931، وكان يشغل منصب أمانة مجلس الأعمال الهيدروليكية في نفس الوقت.  وكان عضوًا في المعهد الدبلوماسي ومركز الدراسات المغربية في عامي 1933 و1934. 
عُين قنصلًا عامًا لإسبانيا في لندن في عام 1936، وهي الفترة التي كان فيها رامون بيريز دي أيالا سفيرًا.   عند اندلاع الحرب الأهلية الإسبانية ظل مخلصًا للشرعية الجمهورية،  وبقي في المنفى في نهاية الحرب، وأصبح رئيسًا لحزب العمل الجمهوري في بريطانيا العظمى.  وظل أيضًا مسؤولاً عن القنصلية الإسبانية في العاصمة البريطانية حتى الحرب العالمية الثانية، حيث ذهب في ذلك الوقت إلى المنفى في المكسيك. 
كان بويلا وزيرًا مفوضًا للحكومة الجمهورية في المنفى برئاسة إميليو هيريرا ليناريس من عام 1960 إلى عام 1962.  

## الوفاة
توفي بويلا في 27 نوفمبر 1969 عن عمر يناهز 79 عامًا. يعيش أحد أبنائه، مانويل في فنزويلا. بينما يشكل الآخ، بيدرو الفرع الإنجليزي للعائلة الذي يقيم في جيفورد بالمملكة المتحدة. 

## أعمال
من أعماله: "الرسم المعاصر في إسبانيا" (ماتانساس، 1922)، و"الاقتصاد والتشريعات الأجنبية المتعلقة بالطاقة الكهرومائية، والخطوط، والشبكات" (مدريد، 1932).